# Лосев, Анатолий Анисимович
Анатолий Анисимович Лосев (9 июня 1936, Тогучин — 14 июня 1992, Новосибирск) — советский и российский театральный актёр, заслуженный артист РСФСР (1972).

## Биография
Родился 9 июня 1936 года в Тогучине. С 1961 по 1965 год обучался в Новосибирском театральном училище у педагогов А. В. Беляева и Т. М. Сухановой.
В 1965—1973 годах работал актёром в Кемеровском областном драматическом театре, в 1973—1992 годах — в новосибирском театре «Красный факел».

## Некоторые роли
- «Пучина» А. Островского (1973) — Кисельников;
- «Орфей спускается в ад» Т. Уильямса (1975) — Зевьер;
- «Дядя Ваня» А. Чехова (1980) — Войницкий;
- «Закон вечности» Н. Думбадзе (1981) — Бачана Рамишвили;
- «Деревья умирают стоя» А. Касона (1982) — Директор;
- «Милый лжец» Д. Килти (1984) — Бернард Шоу;
- «Долгое путешествие в ночь» Ю. О'Нила (1988) — Тайрон[1].